# 土門護軍
土門護軍，十六国时期官名。
前秦苻坚时，在频阳县境内设置土門護軍，治土門（今陕西省富平县东北），属于雍州。太安元年（385年），後秦沿置土門护军。永和二年（417年），东晋灭後秦。昌武元年（418年），夏国沿置土門护军。承光二年（426年），土門護軍被北魏占领。胜光元年（428年），土門護軍被夏国夺回。胜光三年（430年），北魏将土門護軍并入銅官县。